# UVERworld KING'S PARADE at Yokohama Arena 2018.12.21
『UVERworld KING'S PARADE at Yokohama Arena 2018.12.21』（ウーバーワールド キングス パレード アット ヨコハマ アリーナ）は、UVERworldの16枚目のライブDVDである。2019年7月10日にgr8!records(SME)より発売。同時に、Blu-ray Disc版も発売された。

## 概要
2018年12月21日の夜に横浜アリーナでの男祭りで行われたボーカル、TAKUYA∞の生誕祭が収録されている。

## 収録曲
1. TYCOON
2. Q.E.D
3. 7th Trigger
4. WE ARE GO
5. Don't Think.Feel
6. ENOUGH-1
7. ハルジオン
8. ODD FUTURE
9. GOOD and EVIL
10. PLOT
11. NO.1
12. 畢生皐月プロローグ
13. PRAYING RUN
14. ALL ALONE
15. SHOUT LOVE
16. GOLD
17. EDENへ
18. 0 choir
19. Massive
20. CORE PRIDE
21. ナノ・セカンド
22. 零HERE～SE～
23. IMPACT
24. 7日目の決意
25. 在るべき形
26. MONDO PIECE